# Parafia Najświętszej Maryi Panny Królowej Polski w Szulborzu Wielkim
Parafia pw. Najświętszej Maryi Panny Królowej Polski w Szulborzu Wielkim – rzymskokatolicka parafia należąca do dekanatu Czyżew, diecezji łomżyńskiej, metropolii białostockiej. Parafię prowadzą księża diecezjalni. Od 2015 proboszczem parafii jest ks. Tadeusz Masłowski.  

## Historia
Parafia została erygowana w 1987 roku.

## Obszar parafii
W granicach parafii znajdują się miejscowości:
- Szulborze Wielkie,
- Godlewo-Gudosze,
- Grędzice,
- Grabniak,
- Janczewo Wielkie,
- Janczewo-Sukmanki,
- Słup,
- Słup-Kolonia,
- Uścianek-Dębianka,
- Mianówek,
- Leśniewo,
- Świerże-Leśniewek,
- Szulborze-Koty,
- Zakrzewo-Zalesie